# Shantaram (Fernsehserie)
Shantaram ist eine Fernsehserie der Showrunner Eric Warren Singer und Steve Lightfoot, die auf dem gleichnamigen Roman von Gregory David Roberts basiert.
Die Erstausstrahlung der zwölf Folgen umfassenden Serie begann im Oktober 2022 auf Apple TV+ und endete im Dezember desselben Jahres.

## Produktion
Die Dreharbeiten begannen im Oktober 2019 in Australien und wurden im November 2019 in Indien (dort vor allem in Bhopal und an verschiedenen Orten in Madhya Pradesh) fortgesetzt. Im Februar 2020 wurden die Dreharbeiten aufgrund der Monsunzeit, wegen Terminschwierigkeiten des Showrunners Eric Warren Singer und aufgrund der Lockdowns in der COVID-19-Pandemie unterbrochen. Im Mai 2021 wurden die Dreharbeiten wieder aufgenommen und diese schließlich aufgrund der COVID-19-Pandemie in Indien nach Thailand verschoben. Ab August 2021 wurde wieder in Australien gedreht. Die Dreharbeiten waren im Dezember 2021 beendet.

## Episodenliste
| Nr.                          | Deutscher Titel          | Originaltitel                              | Erstveröffentlichung USA | Deutschsprachige Erstveröffentlichung (D/A/CH) | Regie             | Drehbuch                                             |
| ---------------------------- | ------------------------ | ------------------------------------------ | ------------------------ | ---------------------------------------------- | ----------------- | ---------------------------------------------------- |
| 1                            | Ein Neuer Mann           | The Three Nos                              | 14. Okt. 2022            | 14. Okt. 2022                                  | Bharat Nalluri    | Eric Warren Singer und Steve Lightfoot               |
| Hier fehlt noch die Handlung |                          |                                            |                          |                                                |                   |                                                      |
| 2                            | Lektionen                | Down and Out                               | 14. Okt. 2022            | 14. Okt. 2022                                  | Bharat Nalluri    | Eric Warren Singer und Steve Lightfoot               |
| Hier fehlt noch die Handlung |                          |                                            |                          |                                                |                   |                                                      |
| 3                            | Wer ist das Monster?     | Strange Bedfellows                         | 14. Okt. 2022            | 14. Okt. 2022                                  | Bharat Nalluri    | David Manson, Eric Warren Singer und Steve Lightfoot |
| Hier fehlt noch die Handlung |                          |                                            |                          |                                                |                   |                                                      |
| 4                            | Brüder                   | Bad Medicine                               | 21. Okt. 2022            | 21. Okt. 2022                                  | Iain B. MacDonald | Ben Dubash                                           |
| Hier fehlt noch die Handlung |                          |                                            |                          |                                                |                   |                                                      |
| 5                            | Der Borsalino Test       | The Sin in the Crime                       | 28. Okt. 2022            | 28. Okt. 2022                                  | Iain B. MacDonald | Ken Kristensen                                       |
| Hier fehlt noch die Handlung |                          |                                            |                          |                                                |                   |                                                      |
| 6                            | Stolpersteine            | Dead Man Walking                           | 4. Nov. 2022             | 4. Nov. 2022                                   | Iain B. MacDonald | Marion Dayre                                         |
| Hier fehlt noch die Handlung |                          |                                            |                          |                                                |                   |                                                      |
| 7                            | Apo Vai Pranah           | Apo Vai Pranah                             | 11. Nov. 2022            | 11. Nov. 2022                                  | Bronwen Hughes    | Bornila Chatterjee                                   |
| Hier fehlt noch die Handlung |                          |                                            |                          |                                                |                   |                                                      |
| 8                            | Zeiten der Cholera       | Like in the Time of Cholera                | 19. Nov. 2022            | 19. Nov. 2022                                  | Bronwen Hughes    | Eric Binswanger                                      |
| Hier fehlt noch die Handlung |                          |                                            |                          |                                                |                   |                                                      |
| 9                            | Flucht nach vorn?        | Should I Stay or Should I Go               | 23. Nov. 2022            | 23. Nov. 2022                                  | Bronwen Hughes    | Bruce Marshall Romans                                |
| Hier fehlt noch die Handlung |                          |                                            |                          |                                                |                   |                                                      |
| 10                           | Zwei Gräber              | Dig Two Graves                             | 2. Dez. 2022             | 2. Dez. 2022                                   | Iain B. MacDonald | Aaron Sprecher                                       |
| Hier fehlt noch die Handlung |                          |                                            |                          |                                                |                   |                                                      |
| 11                           | Bankett der Konsequenzen | Banquet of Consequences                    | 9. Dez. 2022             | 9. Dez. 2022                                   | Iain B. MacDonald | Bruce Marshall Romans                                |
| Hier fehlt noch die Handlung |                          |                                            |                          |                                                |                   |                                                      |
| 12                           | So fern und doch so nah  | All the Way From There Just to Get to Here | 16. Dez. 2022            | 16. Dez. 2022                                  | Iain B. MacDonald | Steve Lightfoot & Ken Kristensen                     |
| Hier fehlt noch die Handlung |                          |                                            |                          |                                                |                   |                                                      |

## Rezeption
Laut Rotten Tomatoes bewerteten (Stand 20. Oktober 2022) insgesamt 91 Nutzer die Serie zu 84 % positiv. 25 berufliche Filmkritiker finden die ersten drei Folgen der Serie laut Rotten Tomatoes zu 52 % überzeugend.